# El Paují (paroisse civile)
Pour les articles homonymes, voir El Pauji.
El Paují est l'une des cinq paroisses civiles de la municipalité de Federación dans l'État de Falcón au Venezuela. Sa capitale est El Paují.

## Géographie

### Hydrographie
La paroisse civile abrite l'important réservoir de Mapará, au sud d'El Paují.

### Démographie
Hormis sa capitale, El Paují, la paroisse civile abrite plusieurs localités, dont :
- Barrio Nuevo
- El Paují
- Mapará Abajo